# 헤모필루스 인플루엔자
헤모필루스 인플루엔자(Haemophilus influenzae, 이전에는 Pfeiffer's bacillus 또는 Bacillus influenzae라고 불림)는 파스테우렐라과에 속한 그람 음성, 구간균, 통성 혐기성, 호이산화탄소성의 병원성 세균이다. 헤모필루스 인플루엔자는 1892년의 인플루엔자 범유행 동안 리처드 프리드리히 요하네스 파이퍼(Richard Friedrich Johannes Pfeiffer)에 의해 처음 기술되었다. 그는 이 세균을 인플루엔자의 원인 미생물로 잘못 생각하여, 그 이름에 '인플루엔자'를 포함시켰다.
일각에서는 이 세균이 인플루엔자의 원인이 되어 세균성 인플루엔자를 일으킨다고 주장했다. 헤모필루스 인플루엔자는 광범위한 국소 및 침습적 감염을 유발하지만 인플루엔자는 바이러스에 의해 발생한다.
이 종은 전체 게놈이 분석된 최초의 자유 생활 생명체이다.

## 혈청형
1930년에 헤모필루스 인플루엔자의 두 가지 주요 카테고리인 '협막에 싸여 있지 않은 균주'와 '협막에 싸여 있는 균주'가 정의되었다. 협막에 싸여 있는 균주는 고유한 협막 항원을 기준으로 분류되었다. 협막이 있는 헤모필루스 인플루엔자의 일반적으로 인정되는 6가지 유형은 a, b, c, d, e, f이다. 협막이 없는 균주 간의 유전적 다양성은 협막이 있는 그룹보다 크다. 협막이 없는 균주는 협막 혈청형이 없기 때문에 nontypable(분류 불가능, NTHi)이라고 한다. 그러나 이들은 다좌위 서열 구분법에 의해 분류될 수 있다. 헤모필루스 인플루엔자 감염의 발병기전은 완전히 이해되지 않았지만, 후두개염 등을 유발하는 혈청형인 B형 헤모필루스 인플루엔자(Hib)에 존재하는 폴리리보실 리비톨 포스페이트(PRP) 협막이 독성의 주요 요인으로 알려져 있다. Hib의 협막은 숙주의 식작용과 보체 매개 용해에 저항할 수 있도록 한다. 협막이 없는 균주는 보통 덜 침습적이지만, 인간에게 염증 반응을 일으켜 많은 증상을 유발할 수 있다. B형 헤모필루스 인플루엔자 백신을 통한 예방접종은 Hib 감염을 예방하는 데 효과적이지만 NTHi 균주에 의한 감염을 예방하지는 못한다.
대부분의 헤모필루스 인플루엔자 균주는 기회감염 병원체이다. 즉, 일반적으로 질병을 일으키지 않고 숙주에 살지만 다른 요인(바이러스 감염, 면역 기능 저하, 알레르기로 인한 만성 염증 등)이 기회를 만들 때만 문제를 일으킨다. 균주들은 삼량체 자가수송체 부착소를 사용하여 숙주 세포에 달라붙어 숙주를 감염시킨다.

### B형 헤모필루스 인플루엔자(Hib) 감염
헤모필루스 인플루엔자에 의해 자연적으로 걸리는 질병은 인간에게만 발생하는 것으로 보인다. 영유아에서 B형 헤모필루스 인플루엔자(Hib)는 균혈증, 폐렴, 후두개염, 급성 세균성 수막염을 유발한다. 경우에 따라 연조직염, 골수염, 감염성 관절염을 유발한다. 신생아 감염의 원인 중 하나이다.
1990년 이후 미국에서는 Hib 백신이 일상적으로 사용되면서 침습성 Hib 질병의 발병률은 소아에서 1.3/100,000까지 감소했다. 그러나 Hib는 백신이 널리 사용되지 않는 개발도상국의 영유아에서 하기도 감염의 주요 원인으로 남아 있다. 협막이 없는 헤모필루스 인플루엔자 균주는 Hib 백신의 영향을 받지 않으며 소아에서 중이염, 눈 감염(결막염), 부비동염 같은 질병을 유발하며 폐렴과도 관련이 있다.

## 진단

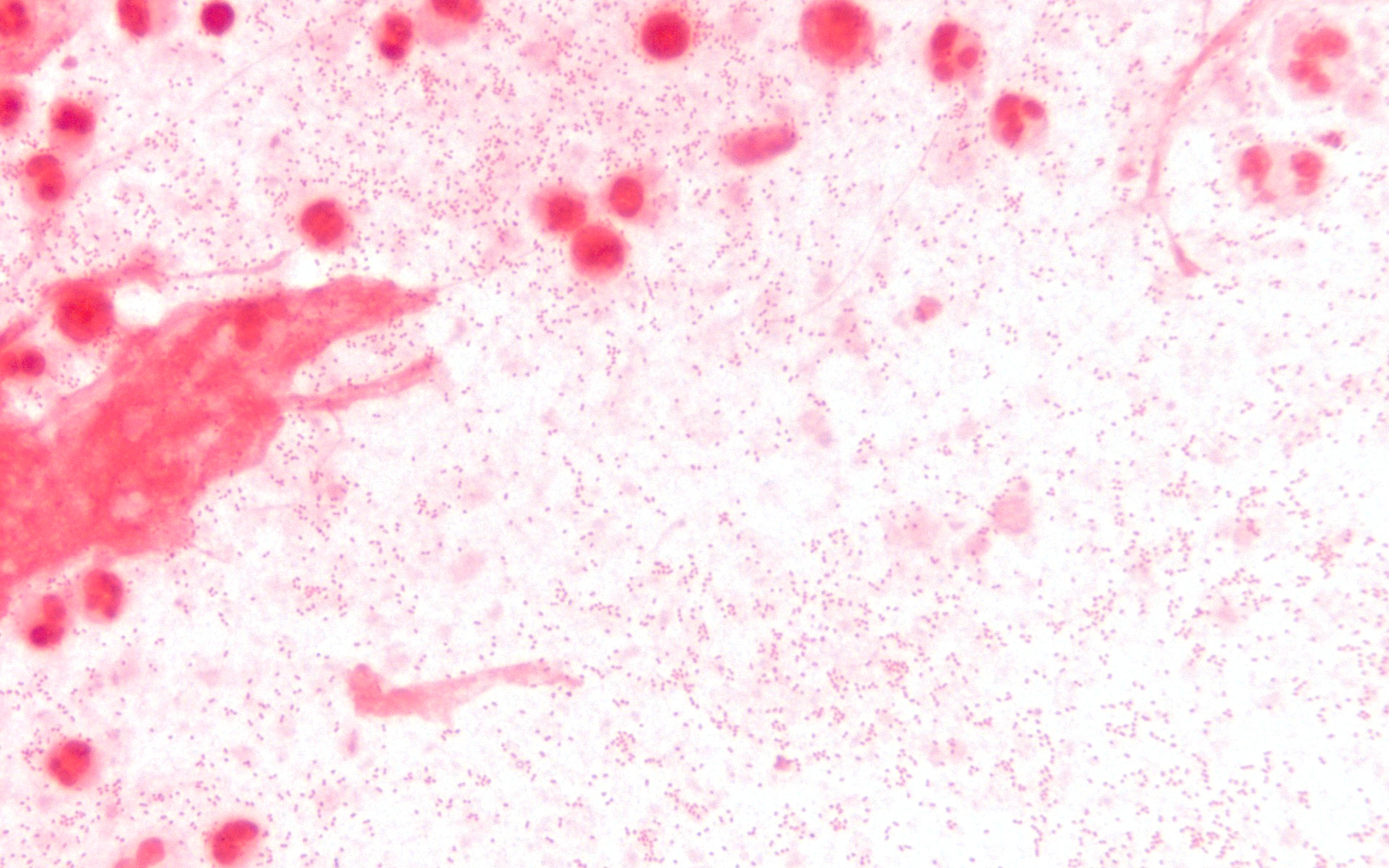
객담의 그람 염색, 1000배율. 객담은 헤모필루스 인플루엔자로 인한 폐렴 환자의 것으로 호중구를 뒤로 한 그람 음성의 구균이 보인다.

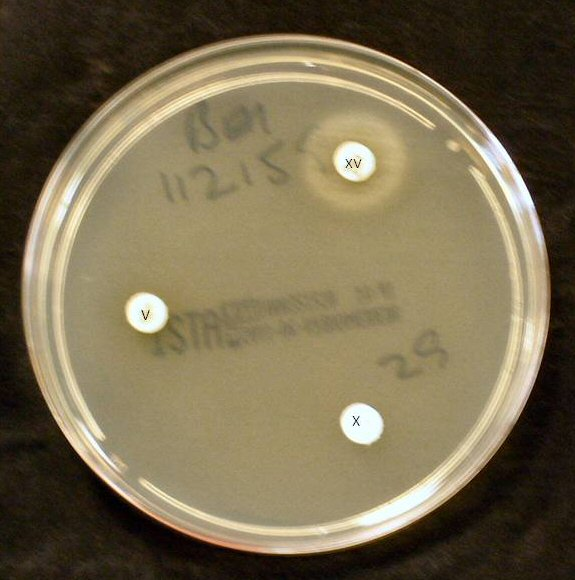
헤모필루스 인플루엔자는 성장을 위해 X인자(헤민)와 V인자(NAD)를 필요로 한다. 이 배양에서 헤모필루스 인플루엔자는 X인자와 V인자가 있는 종이 디스크 주위에서만 성장했다. X 또는 V 인자 중 하나만 있는 디스크 주변에는 균이 성장하지 않았다.

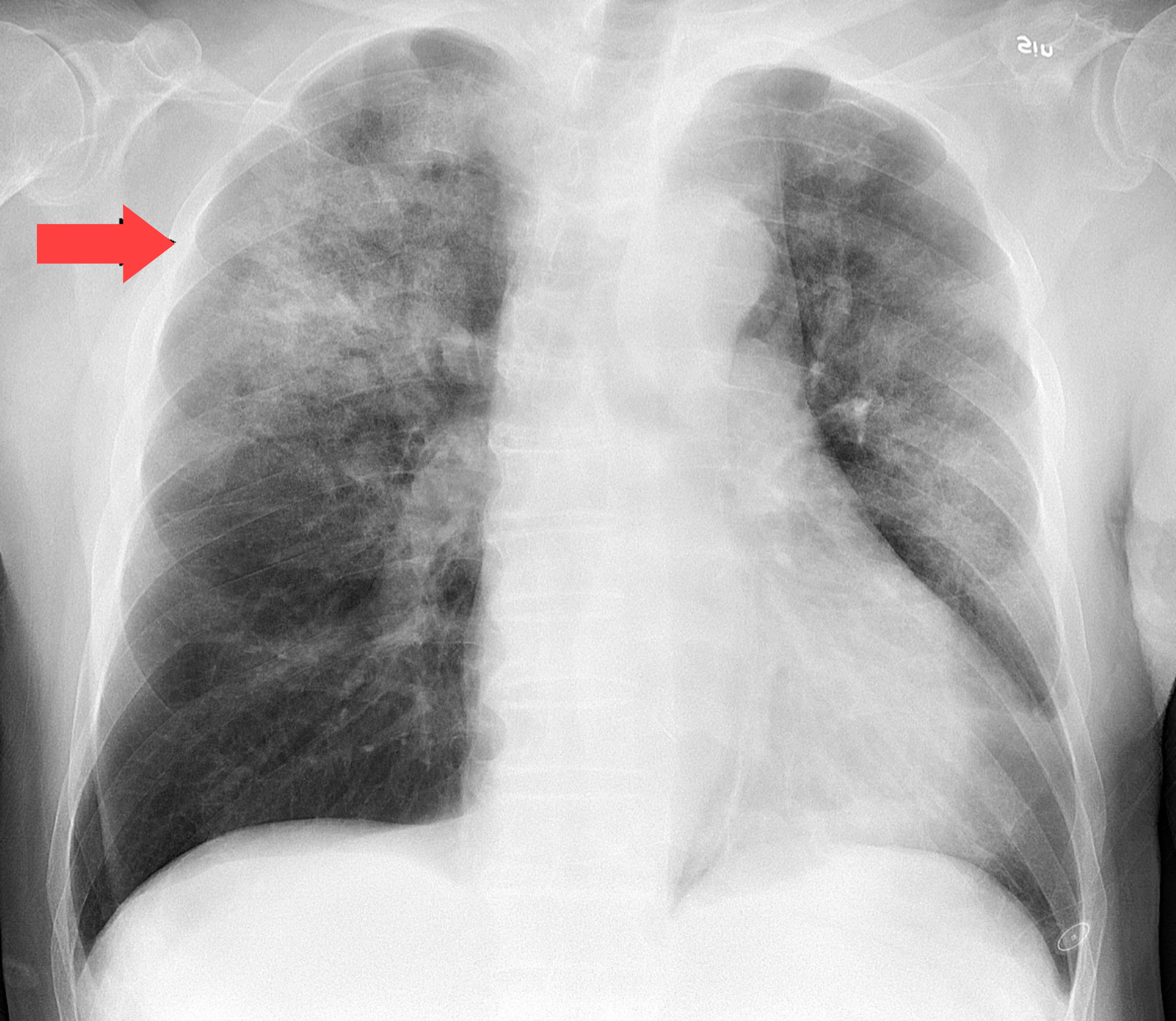
인플루엔자 환자에서 발생한 헤모필루스 인플루엔자의 2차 감염으로 추정되는 단순 가슴 방사선 사진(chest radiograph). 주로 우상엽(화살표)에서 고르지 못한 경화(patchy consolidaton)가 보인다.

코인두 면봉에서 헤모필루스 인플루엔자가 검출된 만성 폐쇄성 폐질환 급성 악화 환자의 단순 가슴 방사선 사진. 다른 유형의 폐렴에서도 음영(사진에서 오른쪽)이 보일 수 있다.

임상적 특징에는 바이러스 감염과 비슷한 상기도 감염의 초기 증상이 있을 수 있으며, 일반적으로 발열과 관련이 있으며 종종 미미한 수준이다. 종종 천명성 기관지염의 특징과 유사한 특징을 보이면서 며칠 안에 하기도로 진행될 수 있다. 객담은 뱉어내기 어려울 수 있으며 회색 또는 크림색인 경우가 많다. 기침은 적절한 치료를 하지 않으면 몇 주 동안 지속될 수 있다. 많은 경우 페니실린이나 1세대 세팔로스포린에 반응하지 않는 가슴의 감염이 발생한 후 진단된다. 단순 가슴 방사선 사진으로 폐포의 경화를 식별할 수 있다.
임상적인 진단은 일반적으로 미생물 배양이나 라텍스 응집 검사에 의해 수행된다. 진단은 미생물이 일반적으로 무균이어야 하는 신체 부위에서 동정될 때 확인됐다고 간주한다. 따라서 코인두안이나 가래에서 배양된 헤모필루스 인플루엔자는 헤모필루스 인플루엔자로 인한 질병이 있다는 뜻이 아니다. 왜냐하면 질병이 없는 사람에서도 이런 부위에는 헤모필루스 인플루엔자가 집락화되어 있기 때문이다. 그러나 뇌척수액이나 혈액에서 헤모필루스 인플루엔자가 동정된 경우 감염된 것으로 진단한다.

### 배양
헤모필루스 인플루엔자의 배양은 37°C 온도의 이산화탄소가 풍부한 배양기에서, X인자(헤민)와 V인자(니코틴아마이드 아데닌 다이뉴클레오타이드, NAD)가 추가된 초콜릿 한천배지에서 주로 이루어진다. 혈액 한천배지에서 헤모필루스 인플루엔자는 다른 세균(황색포도상구균, 폐렴구균과 같이 용혈성이 있는 세균들)의 주변에서만 위성처럼 성장한다. 헤모필루스 인플루엔자의 집락은 볼록하고, 매끄럽고, 창백하고, 회색이거나 투명한 색으로 나타난다.
그람 염색 후 현미경으로 헤모필루스 인플루엔자를 관찰하면 그람 음성의 구간균으로 나타난다. 배양된 미생물은 카탈레이스와 산화 효소 검사를 사용하여 추가로 특정될 수 있으며 둘 다 양성이 나와야 한다. 협막 다당류를 구별하고 Hib와 협막이 없는 종을 구별하기 위해서는 추가적인 혈청학적 검사가 필요하다.
헤모필루스 인플루엔자의 세균 배양은 특이도가 높지만 민감도가 낮다. 검체 채취 전 항생제를 사용하면 분리하기 전에 세균이 사멸해 분리율이 크게 낮아질 수 있다. 또한 헤모필루스 인플루엔자는 배양하기 까다로운 세균이며, 따라서 배양 단계를 임의로 바꾸면 분리율이 크게 줄어들 수 있다. 연구에 따르면 헤모필루스 인플루엔자는 젖산을 탄소 공급원으로 선호하는, 고도로 특정화된 스펙트럼 내에서 영양소를 사용한다.
헤모필루스 인플루엔자는 혈액 한천배지에서 황색포도상구균이 용혈시킨 영역에서 성장한다. 황색포도상구균에 의해 적혈구가 용혈되면 헤모필루스 인플루엔자의 성장에 필요한 V인자가 방출된다. 반면 황색포도상구균이 용혈시킨 영역 밖에는 V인자와 같은 성장에 필요한 영양소가 부족하기 때문에 헤모필루스 인플루엔자 균이 자라지 않는다.

### 라텍스 응집 검사
라텍스 응집 검사(LAT)는 헤모필루스 인플루엔자를 검출하는 배양보다 더 민감한 방법이다. 이 방법은 살아 있는 박테리아가 아닌 항원에 의존적이기 때문에 이전에 항생제를 사용했어도 인해 결과를 내는 데에 문제가 없다. 또한 배양보다 훨씬 빠르다는 추가적인 이점이 있다. 그러나 LAT 단독으로는 항생제 감수성 검사가 불가능하므로 배양을 병행해야 한다.

### 분자적 방법
중합효소 연쇄 반응(PCR) 분석은 LAT나 배양 검사보다 더 민감하고 매우 특이적인 것으로 입증되었다. 그러나 PCR 분석은 아직 임상 환경에서 일상적이지 않다. 대조 면역전기영동(countercurrent immunoelectrophoresis)은 효과적인 연구, 진단 방법으로 나타났지만 PCR로 대부분 대체되었다.

## 폐렴구균과의 상호 작용
헤모필루스 인플루엔자와 폐렴구균(Streptococcus pneumoniae) 모두 인간의 상기도에서 발견될 수 있다. 두 균의 경쟁에 대한 in vitro 연구에서 폐렴구균은 항상 헤모필루스 인플루엔자를 과산화수소로 공격하고 생존에 필요한 표면 분자를 제거하여 헤모필루스 인플루엔자를 압도했다.
두 박테리아를 함께 비강에 넣으면 2주 이내에 헤모필루스 인플루엔자만 살아남았다. 둘 중 하나가 비강에 따로따로 배치되면 각각 살아남았다. 두 박테리아 종에 모두 노출된 마우스의 상기도 조직을 조사한 결과, 엄청나게 많은 수의 호중구가 발견되었다. 한 종에만 노출된 마우스에서는 호중구가 존재하지 않았다.
실험실 테스트는 죽은 헤모필루스 인플루엔자에 노출된 호중구가 노출되지 않은 호중구보다 폐렴구균을 공격하는 데 더 공격적이란 것을 보여주었다. 그러나 죽은 헤모필루스 인플루엔자에 노출시켜도 살아있는 헤모필루스 인플루엔자에는 영향을 미치지 않았다.
이 결과에는 두 가지 예상 가능한 시나리오가 있다.
1. 헤모필루스 인플루엔자가 폐렴구균에 의해 공격을 받으면 면역계가 폐렴구균을 공격하도록 신호를 보낸다.
2. 두 종이 같이 조합되면 각 종 개별로는 시작되지 않는 면역 반응을 일으킨다.

헤모필루스 인플루엔자가 면역 반응에 영향을 받지 않는 이유는 불분명하다.

## 질병
헤모필루스 인플루엔자는 폐렴, 중이염, 후두개염(목구멍의 부종), 눈 감염과 혈류 감염, 수막염을 비롯한 호흡기 감염의 원인이 될 수 있다. 또한 연조직염(피부 감염), 감염성 관절염을 유발할 수 있다.

## 치료
헤모필루스 인플루엔자는 베타-락타메이스를 생산하고 페니실린 결합 단백질을 변형할 수도 있으므로 페니실린 계열의 항생제에 내성을 갖는다. 심한 경우에는 혈류로 직접 전달되는 세포탁심과 세프트리악손이 항생제로 선택되며, 덜 심한 경우에는 암피실린과 설박탐의 결합, 2세대 및 3세대 세팔로스포린, 플루오로퀴놀론이 선호된다. 플루오로퀴놀론 내성 헤모필루스 인플루엔자가 발견되기도 했다.
마크롤라이드와 플루오로퀴놀론은 협막이 없는 헤모필루스 인플루엔자에 대한 활성을 가지며 베타-락탐 항생제에 알레르기 병력이 있는 환자에서 사용할 수 있다. 그러나 마크롤라이드 내성도 보고된 바 있다.

## 심각하거나 만성적인 합병증
Hib의 심각한 합병증에는 뇌 손상, 청력 상실이 있으며 심지어 사망에 이를 수도 있다. 일반적으로 심각한 합병증은 Hib와 관련이 있다. 대개 Hi non-typable은 심각한 상태를 유발하지 않지만 이들은 표면 항원을 변경할 수 있는 능력이 있기 때문에 만성 감염의 위험이 더 크다. 만성 감염은 일반적으로 급성 감염만큼 심각하지는 않다.

## 예방

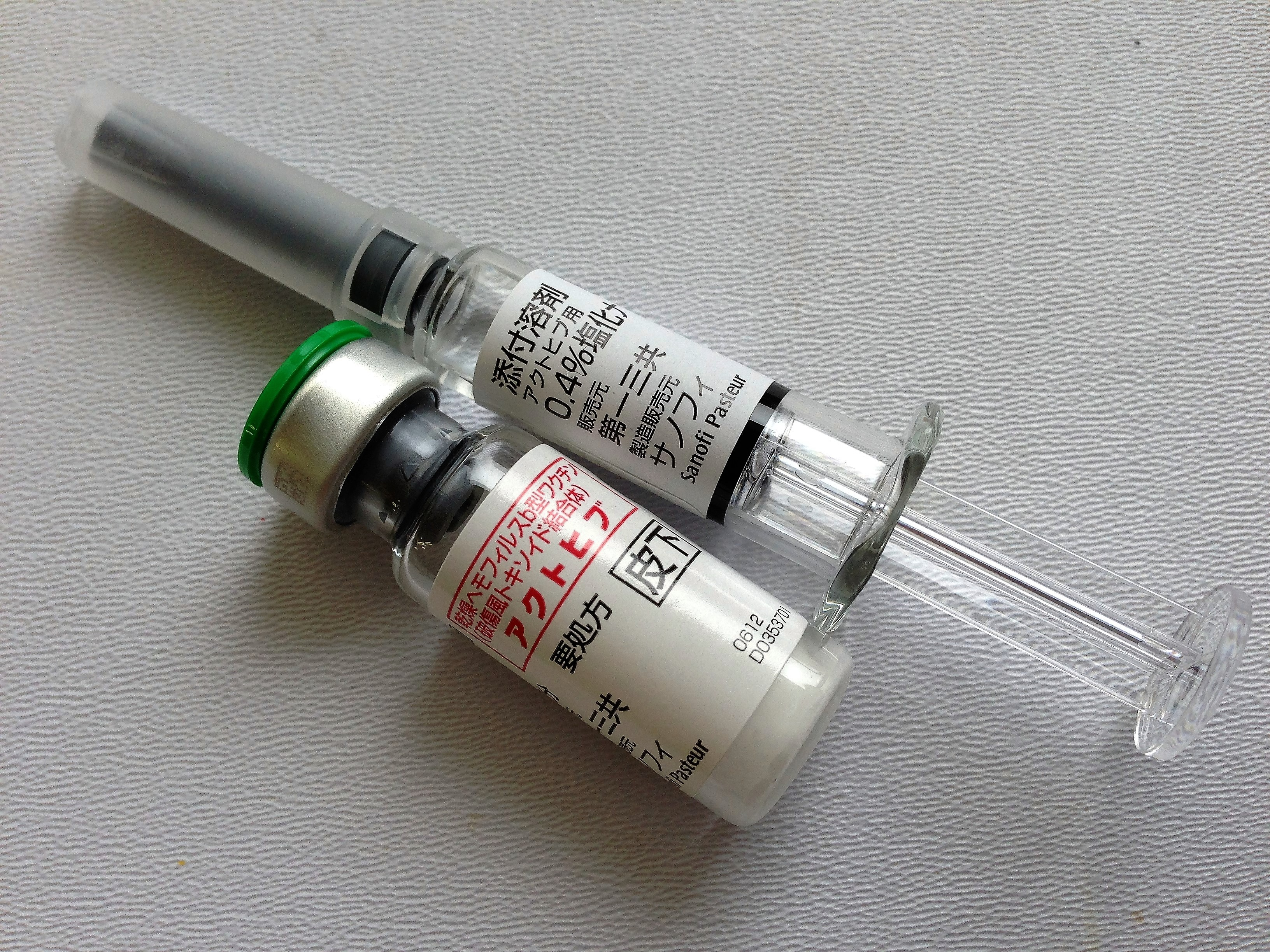
ActHIB(Hib 백신)

B형 헤모필루스 인플루엔자 백신은 1990년대 초부터 사용할 수 있었으며 5세 미만의 어린이나 무비증 환자에게 권장된다. 세계보건기구(WHO)는 디프테리아, 파상풍, 백일해, B형 간염, Hib에 대한 백신을 결합한 5가 백신을 권장한다. 이 5가 백신이 개별 백신과 관련하여 얼마나 효과적인지에 대한 충분한 증거는 아직 없다.
Hib 백신은 홍역, 소아마비, 결핵, 디프테리아, 파상풍, 백일해 백신의 총 비용의 약 7배 정도 비용이 든다. 결과적으로 2003년 기준으로 선진국 인구의 92%가 Hib 예방접종을 받은 개발도상국의 백신 접종률은 42%, 최빈개도국의 경우 8%에 불과했다.
Hib 백신은 Hia, Hic, Hid, Hie, Hif와 같은 다른 헤모필루스 인플루엔자의 혈청형에 대해 교차 보호를 일으키지는 못한다.
만성 기관지염 환자를 위한 비정형(non-typable) 헤모필루스 인플루엔자(NTHi)에 대한 경구 백신이 개발되었지만 COPD 악화의 수와 중증도를 줄이는 데 효과적인 것으로 보이지 않았다. 그 외 다른 종류의 헤모필루스 인플루엔자에 대한 효과적인 백신은 없다.

## 염기서열 분석
헤모필루스 인플루엔자는 전체 게놈이 분석된 최초의 자유 생활 생명체였다. 현재 J. 크레이그 벤터 연구소의 일부가 된 연구소 중 하나인 Institute for Genomic Research의 크레이그 벤터와 그의 팀이 완성했다. 헤모필루스 인플루엔자를 선택한 이유는 프로젝트 리더 중 한 명인 노벨상 수상자 해밀턴 O. 스미스가 수십 년 동안 이 작업을 해왔고, 따라서 고품질 DNA 데이터(library)를 제공할 수 있었기 때문이다. 균주 Rd KW20의 게놈은 1604개의 단백질 암호화 유전자, 117개의 유사유전자, 57개의 tRNA 유전자, 23개의 기타 RNA 유전자를 포함하는 단일 원형 염색체에 1,830,138개의 염기쌍 DNA로 구성되어 있었다. 사용된 염기서열분석법은 1995년 사이언스에 완성되어 게재된 총유전체 샷건 시퀀싱이었다.

## 변형의 보호 역할 가능성
협막이 없는 헤모필루스 인플루엔자는 만성 폐쇄성 폐질환(COPD) 환자의 기도에서 종종 발견된다. 호중구는 COPD 환자의 가래에서도 많이 관찰된다. 호중구는 헤모필루스 인플루엔자를 포식하여 산화적 호흡폭발을 활성화한다. 그러나 이런 산화적 호흡폭발로 인해 헤모필루스 인플루엔자 세포의 DNA 손상을 일으킬 수 있음에도, 호흡폭발로 인해 세균 대신 호중구 자체가 죽어 버린다. 세균이 죽지 않는 현상은 COPD에서 감염의 지속성이 일어나는 이유를 설명하는 것으로 보인다.
rec1 유전자(recA의 상동)에 결함이 있는 돌연변이 헤모필루스 인플루엔자는 산화제인 과산화수소에 의한 사멸에 매우 민감하다. 이 발견은 rec1 발현이 산화 스트레스를 받는 상황에서 헤모필루스 인플루엔자 생존에 중요하다는 것을 시사한다. recA 의 상동체이기 때문에 rec1 은 DNA 재조합 시의 손상 복구에 중요한 역할을 할 것으로 예상된다. 따라서 헤모필루스 인플루엔자는 산화로 인한 DNA 손상을 복구하여 숙주의 포식세포에 의해 생성된 활성산소종으로부터 게놈을 보호할 수 있다. 염색체의 손상된 부위의 재조합 시 복구는 rec1에 더하여 손상되지 않은 두 번째 상동 DNA 분자를 필요로 한다. 개별 헤모필루스 인플루엔자 세포는 형질전환 과정을 통해 다른 세포로부터 상동 DNA를 흡수할 수 있다. 헤모필루스 인플루엔자의 형질전환에는 적어도 15개의 유전자가 만드는 산물이 관여한다.
협막이 없는 헤모필루스 인플루엔자 혈청형을 표적으로 하는 백신이 개발 중이다.